# Cneo Acerronio Próculo
Cneo o Gneo Acerronio Próculo  fue un político romano del siglo I.

## Familia
Acerronio Próculo fue miembro de la gens Acerronia, quizá descendiente del Cneo Acerronio que Cicerón llama vir optimus en un discurso del año 70 a. C. Fue padre de Acerronia, una amiga de Agripina que fue asesinada por el emperador Nerón en el año 59, y de Cneo Acerronio Próculo, procónsul de Acaya en tiempos de Claudio.

## Carrera pública
Su único cargo conocido fue el consulado, en calidad de ordinarius, en el año 37, el año en que murió Tiberio. Fue un destacado jurisconsulto.